# История Выборга
Выборг — один из крупнейших городов Ленинградской области, ранее 2-й по величине город Финляндии, имеет богатую историю.

## До 1293 года
Несохранившаяся Иоакимовская летопись, известная только в пересказе Татищева, повествует о постройке города при море новгородским старейшиной Гостомыслом; он, якобы, назвал город в честь своего сына «Выбором». Татищев, комментируя текст, предполагал, что Выбор и является Выборгом. Опираясь на эти сведения, можно было бы говорить об основании города уже в IX веке, однако данная версия не подтверждается другими письменными источниками и археологией.
Тем не менее история поселения в районе будущего города начинается гораздо раньше 1293 года, года основания шведами Выборгского замка. Источники повествуют о проживании в этом районе племени корела, предков современных карел уже в начале первого тысячелетия. Корела самостоятельно и совместно с новгородцами вела торговлю с ганзейскими и готландскими купцами, а важнейшую роль в этой торговле играло западное устье реки Вуоксы, через которое можно было попасть во внутренние районы Карельского перешейка и Ладожское озеро. Хотя достоверных сведений о наличии какого-либо карельского поселения именно в районе будущего города не существует, свидетельством этого можно считать предания, сохранявшиеся в Выборге до XVI века, говорившие о том, что ещё до основания выборгского замка на Замковом (в ту пору — Воловьем) острове, а также на другом, соседнем острове Твердыш, ранее — Линнасаари (фин. linna — «крепость, замок», saari — «остров»), существовало некое предшествующее ему поселение «Старый Выборг». Более того, именно такое официальное название до 1944 года носил городской район Пикируукки (ныне северная часть Выборгского посёлка). Именно там начались первые изыскания финских археологов, которые впоследствии продолжили советские учёные, но эти попытки окончились неудачей. Зато в 1980-е годы, на основании сделанных находок, руководитель раскопок В. А. Тюленев смог сделать вывод о существовании в XI—XII веках карельского острожка-убежища, в котором располагались склады товаров и немногочисленная стража, на самом Замковом острове. Необходимость бытового обеспечения данного комплекса оставила археологам надежду на обнаружение поблизости, собственно, поселения, возможно — именно на острове Твердыш.
Найденный карельский острожек имел прекрасное расположение — он контролировал тот самый торговый путь из Финского залива в водную систему Вуоксы и далее в Ладогу. Охраной его стен пользовались не только корелы, но и новгородские купцы, о чём свидетельствуют археологические находки. Удобство Замкового острова оценили и шведские завоеватели: в 1293 году они взяли с боя и разрушили острожек, основав на его месте каменную крепость.
В 1908 году при строительстве нового вокзала, под верхним пластом земли нашли хорошо сохранившиеся жилища людей каменного периода. Вызванные из Петербурга и Гельсингфорса геологи заявили, что найденные жилища принадлежат людям, жившим 4000 лет назад.

## Шведский период 1293—1710

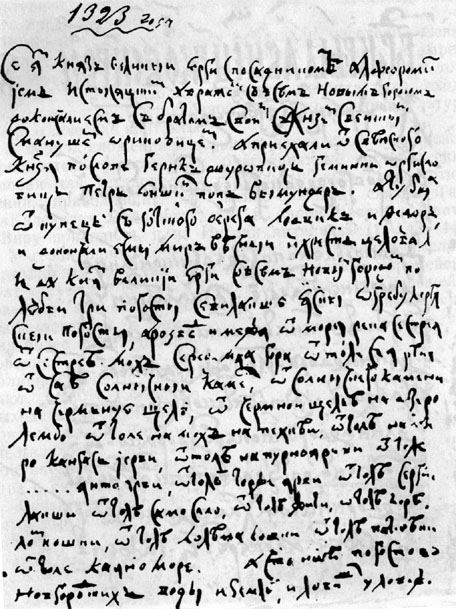
Русский экземпляр Ореховского договора, по которой территория вокруг Выборга уступалась Швеции

В 1293 году во время одного из крестовых походов в землю, населённую карелами, по решению регента шведского короля Торгильса (Торккеля) Кнутссона на Замковом острове основан мощный замок, получивший название Выборг. Он стал надёжным форпостом распространения шведского влияния на земли Карельского перешейка, и оставался неприступным несколько столетий, с 1293 по 1710 год. Новгородская республика не желала мириться с потерей карельских земель, и уже в 1294 году дружина Новгорода Великого осадила Выборг, но взять его новгородцы не смогли. Неудачным был и военный поход против шведов в 1322 году, хотя, по некоторым сведениям, новгородцы сумели овладеть замком, который потом вернули шведам за выкуп или в результате дипломатических переговоров. В 1323 году по Ореховецкому мирному договору Новгорода и Швеции граница между ними была установлена по реке Сестре, часть Карельского перешейка вместе с Выборгом отходила Швеции.
В 1403 году Выборг получает статус города: шведский король Эрик Померанский дарует ему «городские привилегии», в том числе и торговые, благодаря которым город быстро превратился в крупный торговый центр. Город посещали немецкие купцы, в основном, из городов ганзейского торгового союза, предпочитая вести свои торговые дела через Выборг. Город был центром лена, управлявшимся шведским наместником, причём на должность эту назначались самые влиятельные личности страны, устанавливавшие свою независимую политику, в которой упор делался на усиление военного и политического могущества выборгской земли и торговые связи с Новгородом и Таллином. С 1442 по 1448 годы в Выборге правил Карл Кнутсон Бунде, любитель пышных празднеств. При нём выборгский замок стал самым красивым в Швеции — были пристроены новые башни и покои, обновлены рыцарские залы и парадные комнаты. В 1470-е годы при наместнике Эрике Аксельссоне Тотте весь разросшийся на полуострове город был обнесён каменной крепостной стеной с 9 башнями и 2 бастионами, земляным валом и рвом, наполненным водой.

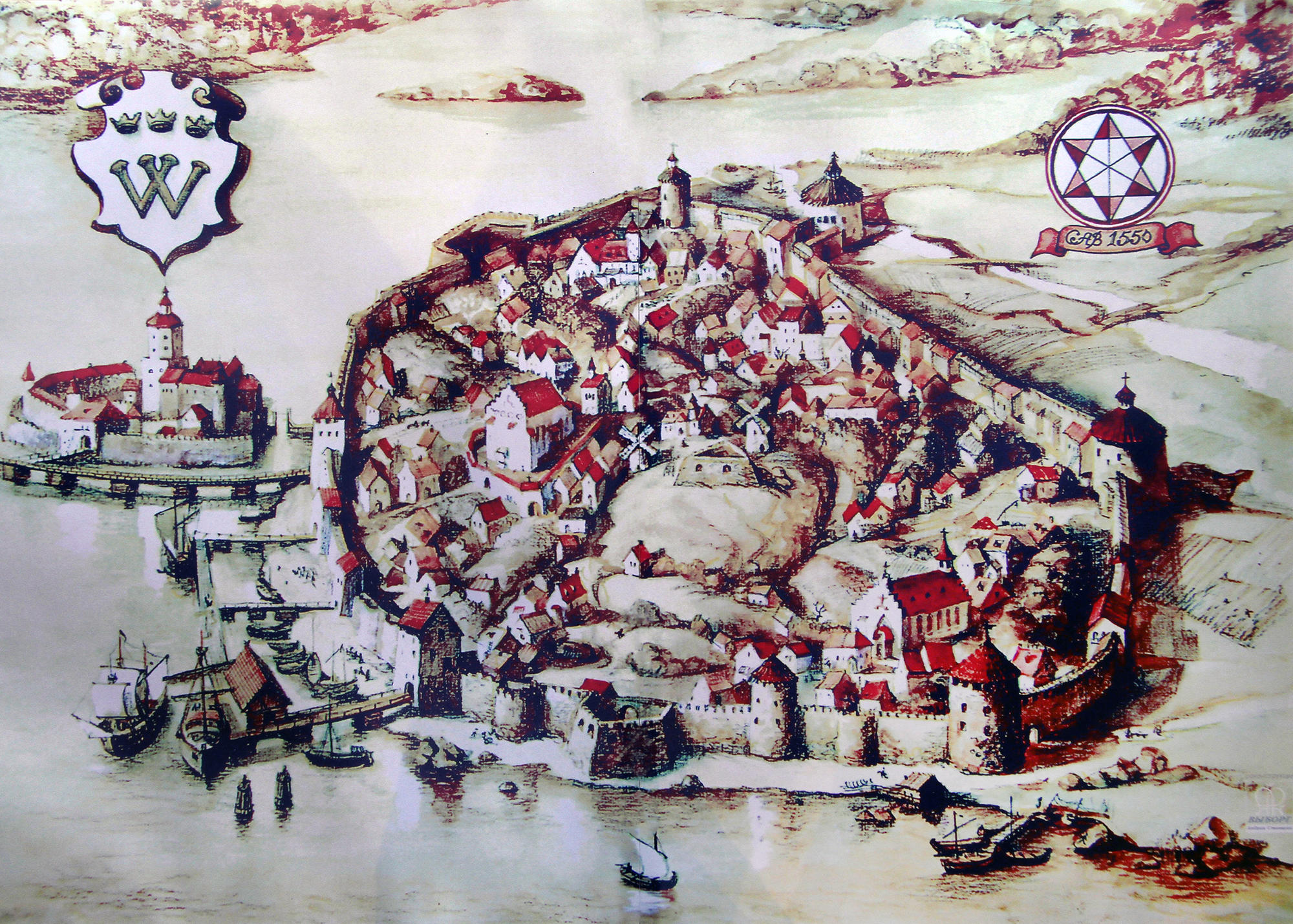
Выборг в 1550-1560 годах

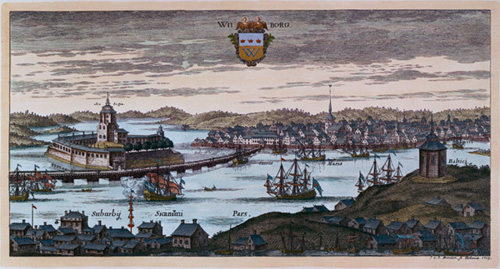
Выборг в 1709 году

В сентябре 1495 года Выборгскую крепость осадили русские войска под командованием воеводы Даниила Щени. По преданию, когда Выборг был практически взят, в небе над городом появился крест, при виде которого русские воины в смятении сняли осаду и ушли от крепости. На самом же деле этим «крестом», по всей вероятности, был сильный взрыв одной из крепостных башен, устроенный самими осаждёнными под командованием Кнута Поссе. Произошедшее событие вошло в историю под именем «Выборгский гром» (или «грохот»). В 1525 году Выборг стал вассальным владением графа фон Гойа, взявшего в жёны сестру шведского короля Густава Ваза. При нём в городе прибавилось богатых переселенцев из Любека, Гамбурга, Бремена и других ганзейских городов. В быту горожан стали преобладать немецкие обычаи, открывались храмы, учреждения образования. Во второй половине XVI века к старому городу пристроили новую часть — Рогатую крепость (Вал, Горнверк), значительная часть которой сохранилась до наших дней; тогда городская территория увеличилась вдвое. XVI—XVIII веках были особенно насыщены русско-шведскими войнами, почти во всех из них Выборг играл важнейшую роль как ближайшая к России база размещения шведских войск. В 1609 году в городе было заключено несколько соглашений между посланниками царя Василия Шуйского и шведским правительством, которые заложили основу для шведской интервенции в годы Смутного времени. В историю эти соглашения вошли под наименованием Выборгского договора. В XVII веке плотно застроенный преимущественно деревянными постройками город с узкими улочками неоднократно опустошали пожары, так в 1627 и 1628 годах город выгорал практически полностью. По направлению шведского правительства в 1639 году инженер А. Торстенсон разрабатывает новый городской план застройки с прямоугольной сеткой улиц, осуществить который помог, как ни странно, ещё один опустошительный городской пожар 1652 года.
Во время Северной войны Выборг снова выступил форпостом Швеции на Карельском перешейке, и, после падения Нотебурга (Орешка) и Ниеншанца (русское название — Канцы) в Ингерманландии, стал передовой базой, из которой шведы угрожали только что основанному Петербургу. В 1706 году Пётр I предпринимает первую попытку захватить шведскую крепость, и лично возглавив поход осаждает Выборг, однако, безрезультатно. Только в 1710 году город был взят русскими войсками и флотом под командованием Фёдора Апраксина. По преданию, когда Пётр I прибыл в ставку командующего, то он забрался на большой камень для проведения рекогносцировки. В это время на монарха было совершено покушение, но верный присяге казак заслонил собой царя и ценой собственной жизни спас его от шведов. Казака похоронили возле валуна, который стали называть Казак-камнем.

## Российский период 1710—1917

План Выборга с предместьями 1802 года из «Атласа Финляндской губернии с уездами и городами и планами всем публичным строениям 1803 года.»

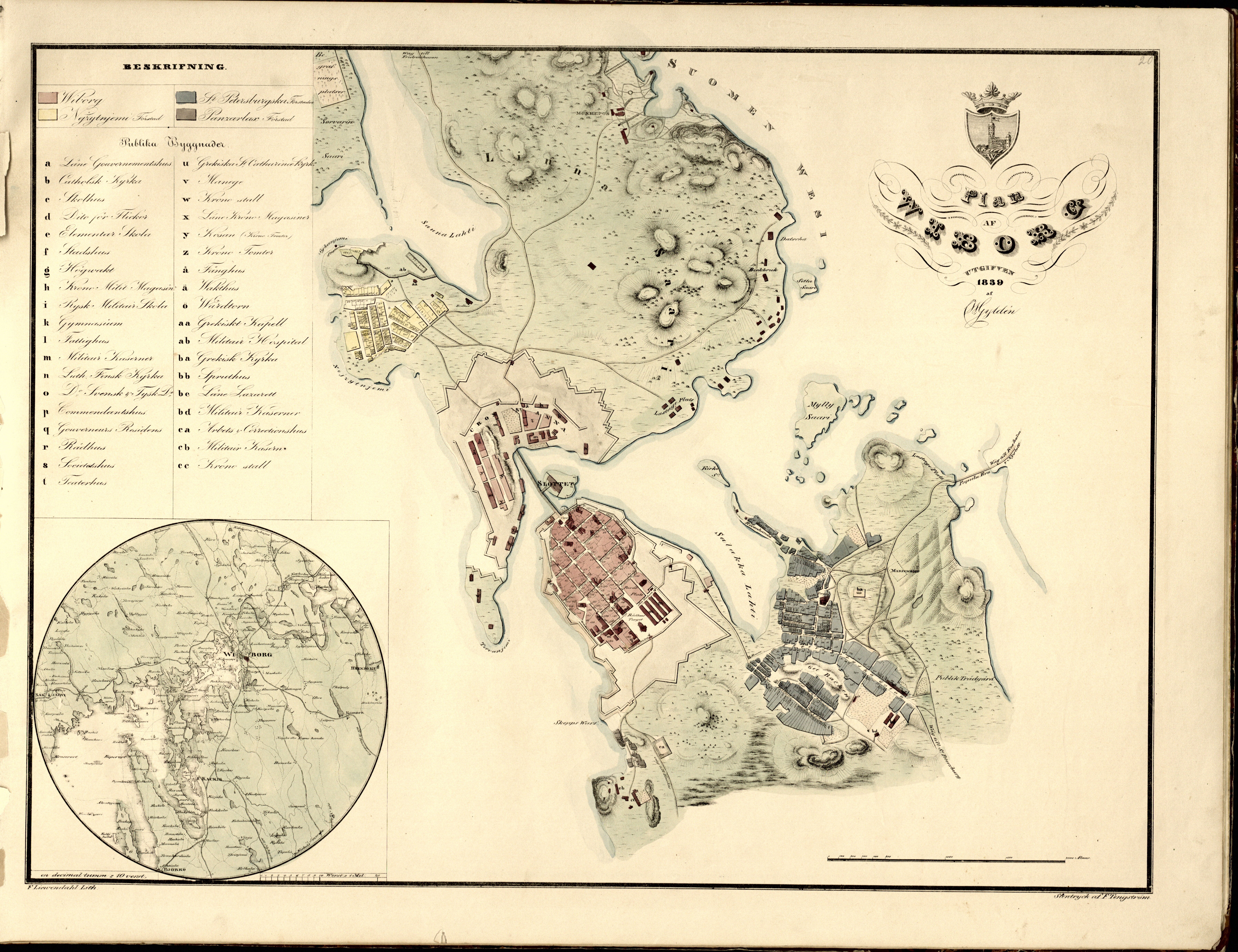
План Выборга 1839 года издания Gyldén, C. W.

По поводу взятия Выборга в 1710 году Пётр I писал:
Итако чрез взятие сего города Санкт-Петербургу конечное безопасение получено.
С 1710 года Выборг фактически переходит в состав России, становится центром военного комендантского округа. В 1719 году Выборгский и Кексгольмский округа были объединены в Выборгскую провинцию Петербургской губернии, официально вошедшую в состав Российской империи по Ништадтскому мирному договору в 1721 году, а в 1744 году создаётся отдельная Выборгская губерния. Жителям новой губернии позволили сохранить шведские законы. В частности, это означало, что крепостное право на жителей губернии не распространялось. Также им было разрешено сохранить лютеранскую веру.

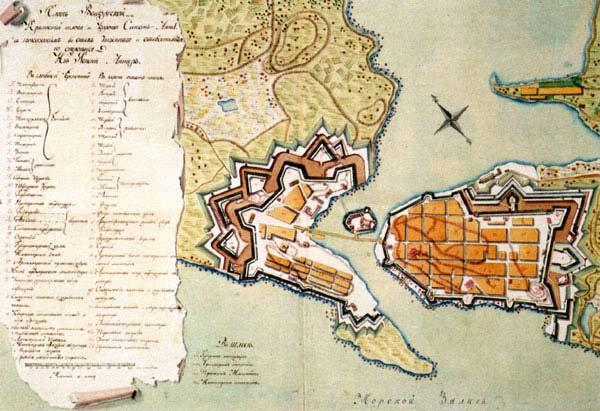
План Выборгских укреплений, XVIII век

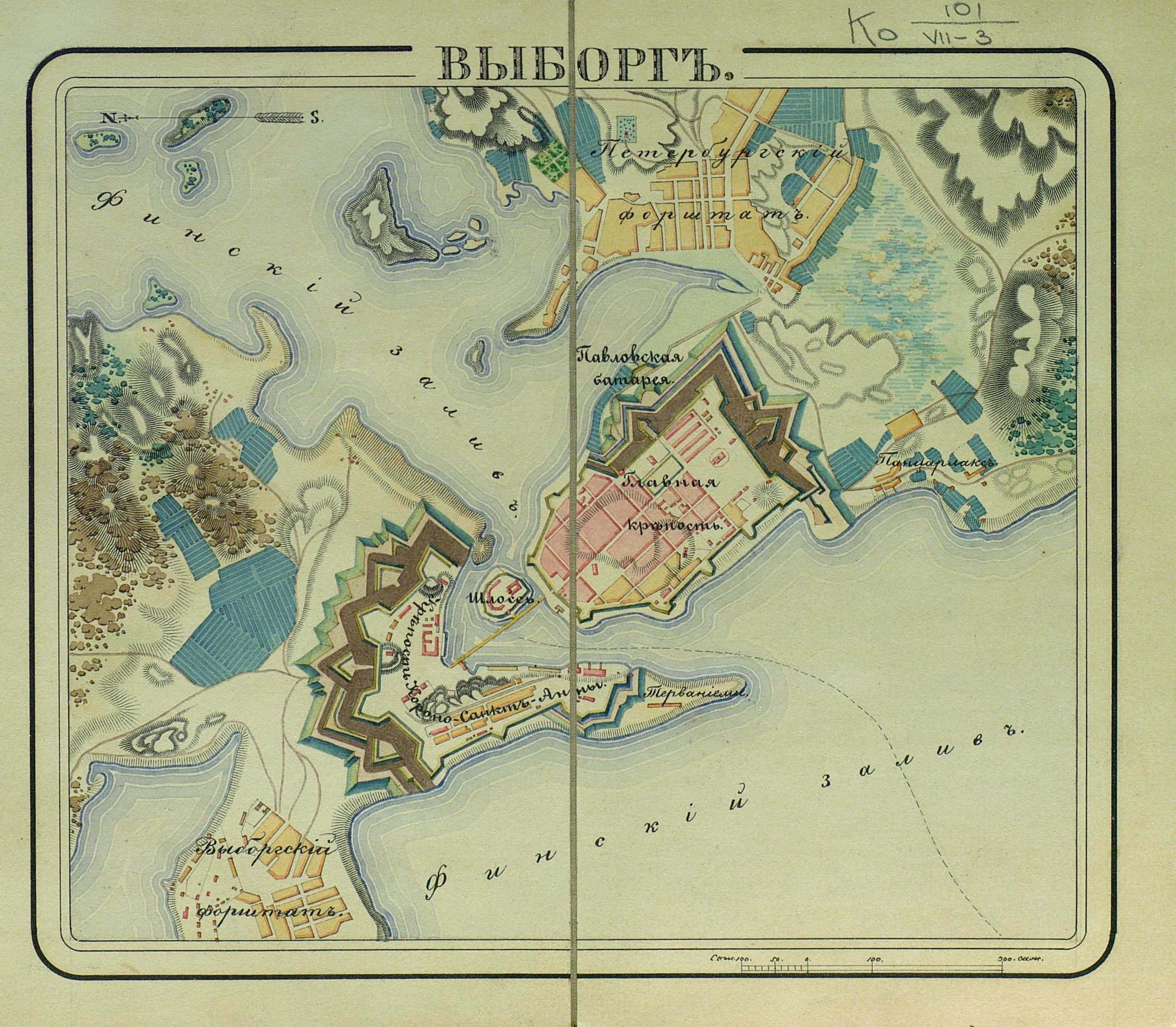
План Выборгской крепости. «Атлас крепостей Российской империи» — СПб., 183? год

Взятие города русскими войсками способствовало сильному росту населения, в первую очередь за счёт притока русских торговых людей и выборгского гарнизона. Появляются первые русские предместья: Выборгский и Петербургский форштадты (теперь Петровский посёлок и район, ограниченный улицами Вокзальной, Железнодорожной, Онежской и Ленинградским шоссе соответственно). Постепенно замок утрачивает своё военное значение, и назревает необходимость строительства новых укреплений с запада. В 1731 году утверждается проект генерал-майора Кулона, и к 1742 году возводятся бастионы. Строительство продолжается и в 1750-е годы под присмотром генерал-фельдмаршала Миниха, позже — А. П. Ганнибала. Эти укрепления, построенные по последнему слову фортификационной техники, получают имя Святой Анны, по сей день они называются Анненские. Они ни разу не использовались в боевых действиях, и поэтому прекрасно сохранились до нашего времени. Швеция неоднократно пыталась вернуть Выборг, и в ходе русско-шведской войны 1788—1790, летом 1790 года в акватории Выборгского залива происходит крупнейшее морское сражение между русской эскадрой под командованием адмирала Чичагова и шведской эскадрой под командованием короля Густава III, завершившееся разгромом шведов. В русско-шведской войне 1808—1809 Выборг уже не участвовал непосредственно, а использовался только как тыловая база. Эта война завершилась заключением Фридрихсгамского мирного договора, по условиям которого уже вся Финляндия входит в состав Российской империи на правах Великого княжества.

Герб Выборга (1788). В 1812 году стал гербом Выборгской губернии

С 1784 по 1797 год Выборгскую губернию преобразовывают в Выборгское наместничество. Город продолжает разрастаться: начинают застраиваться новые районы — Павловская слобода (ныне Выборгский посёлок), Пантсарлахти (район Садовой улицы), Папула. В 1802 году Выборгская губерния становится Финляндской, а в 1811 году получает прежнее название, но уже в составе Великого княжества Финляндского.

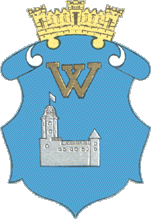
Герб Выборга (1817)

В дальнейшем до самого XX век история Выборга почти не имеет крупных событий: в нём стоит русский гарнизон, развивается торговля и промышленность.
После восстания декабристов в Петербурге узниками Выборгского замка становятся несколько сотен его участников, в основном — нижние чины. Изменяется облик города: в 1861 году утверждается генеральный план застройки Выборга, и на месте снесённых укреплений Каменного города и Рогатой крепости прокладываются новые улицы и разбиваются парки. Возводится множество каменных зданий по проектам известных архитекторов, в которых размещаются банки, учреждения, конторы акционерных обществ. В 60-е годы XIX века по проекту известного инженера-фортификатора Э. И. Тотлебена для защиты города с востока были возведены Восточно-Выборгские укрепления. Центром укреплений была господствующая над городом возвышенность с установленной на ней батареей; по этой батарее получила название и сама гора, по сей день именуемая Батарейной.

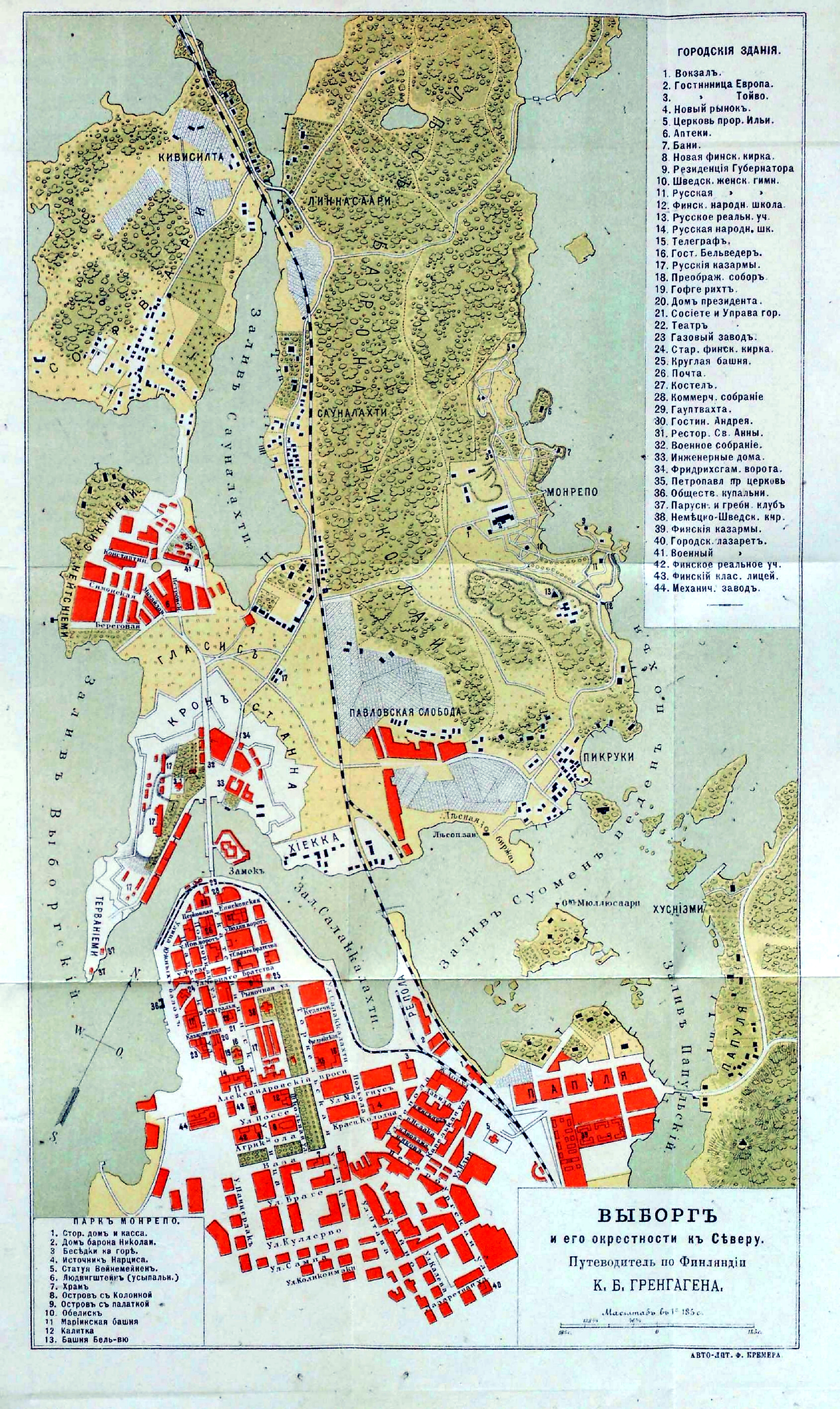
Карта Выборга и его северных окрестностей в 1905 году из «Путеводителя по Восточной Финляндии» К. Б. Грэнхагена.

Вторая половина XIX — начало XX века отмечены в истории Выборга как время динамичного экономического развития. В 1856 году открывается Сайменский канал, а в 1870 — железная дорога Санкт-Петербург — Гельсингфорс. В городе начинается газификация (1860 год), электрификация и телефонизация (1882 год), проводится водопровод (1893 год), а в 1912 году открывается трамвайное движение.
Экономический взлёт XIX века значительно увеличивает население Выборга, город становится вторым по населению и экономическому развитию в Великом княжестве Финляндском. К 1910 году в городе насчитывается 50 тысяч жителей, из которых 81 % были финны, 10 % — шведы, 6,5 % — русские, 0,7 % — немцы, 1,1 % — остальные. В городе находилось большое количество промышленных предприятий, с 1888 года действовал Рабочий союз, имевший отдельную секцию для русских рабочих.
Близость к столице Российской империи, и принадлежность к относительно либеральному Великому княжеству притягивает в Выборг политических противников царской власти. 10 июля 1906 года, после роспуска императором Николаем II Государственной Думы первого созыва, 180 её депутатов собрались в Выборге и составили обращение «Народу от народных представителей», в котором призывали к гражданскому неповиновению царским властям. Это обращение вошло в историю как «Выборгское воззвание».
В 1917 году Выборг активно участвует в Февральской революции, в городе избирается Выборгский Совет солдатских и рабочих депутатов, в котором большое влияние имеют большевики. Незадолго до октябрьских событий в доме выборгского рабочего Юхо Латукки скрывался В. И. Ленин.

## Финляндский период 1917—1940
На первую половину 1918 года приходятся переломные события в судьбе города — после провозглашения независимости Финляндии 31 декабря 1917 года его покидают советские организации, демобилизуются расквартированные в Выборге войска. В январе 1918 года в Финляндии начинается гражданская война, и Выборг становится одним из главных центров красных финнов. 29 апреля, когда при участии германских войск под командованием генерала фон дер Гольца красные отряды повсеместно были разбиты, последним пал Выборг, после чего более 3 тысяч красногвардейцев, оставшихся в городе русских офицеров и солдат, а также мирных граждан погибло в ходе развернувшихся репрессий.
После поражения красной революции в Выборге, как и в Финляндии в целом, продолжительный период нестабильности сменился спокойствием — 17 июля 1919 года в стране было объявлено республиканское правление.

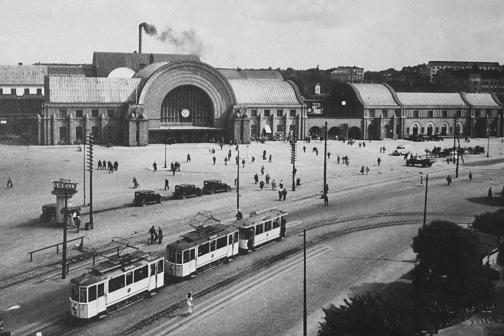
Выборгский вокзал в 1930-е годы

Культурные и транспортные связи города с СССР заставила прекратить прочная граница. Выборг, служивший до 1917 года для России «воротами в Финляндию», описывался теперь как «форпост западной цивилизации на границах с Советским Союзом». Устойчивый приток финноязычного населения и популяризация финского языка и культуры привели к тому, что количество русско-, немецко- и шведско-говорящих горожан в пропорциональном соотношении сильно уменьшилось. В Выборге начался процесс увядания той атмосферы космополитизма, которая была характерна для него ранее. Официальным языком местного самоуправления стал теперь финский. За патриотическое воспитание и военную подготовку населения отвечала военизированная организация Шюцкор. Аналогом Шюцкора для женщин была организация Лотта Свярд, в ней выборжанки обучались ухаживать за ранеными, готовились принять участие в хозяйственном обеспечении финской армии в случае военных действий.
В независимой Финляндии Выборг сохранил своё положение второго города страны и центра культурной и общественной жизни Восточной Финляндии. Здесь функционировали филиалы всех крупных финских партий: социал-демократической, Аграрного союза, различных партии националистического характера и прочих.
Город являлся одним из важнейших торговых и транспортных центров страны. Работало множество образовательных, культурных, спортивных, здравоохранительных учреждений, действовало большое число храмов и консульств.
В 1920-е — 1930-е годы в состав города вошли многие стихийно разросшиеся предместья. В 1929 году городской архитектор О. Меурман разрабатывает градостроительный план Большого Выборга, основные идеи которого реализовывались вплоть до 1970-х годов. В Выборге были возведены многие важные общественные здания: художественный музей и школа (1930 год), окружной архив (1933 год), новая городская библиотека (1935 год). К 1930-м годам центр деловой жизни города переместился из Старого города (территория бывшей выборгской крепости) в районы Салакка-Лахти и Репола, ближе к железнодорожному вокзалу.
В 1930-е годы Выборг с прилегающей территорией считался центром промышленности Финляндии. В 1938 году в городе действовало 38 промышленных предприятий различных отраслей. Население Выборга к 1939 году составляло 74 403 человека (по некоторым данным — около 86 000 человек).

## Военный период 1939—1944
Советско-финляндская война (1939—1940)
Мирный период закончился в конце ноября 1939 года, когда началась советско-финляндская война.
В феврале 1940 года, после прорыва основных укреплений линии Маннергейма, Красная армия вплотную подошла к Выборгскому укреплённому району.
2 марта, когда в Москве уже велись переговоры о мире, советская 7-я армия начала наступление на город: по льду Выборгского залива был осуществлён обход города с запада, перерезано шоссе Выборг-Хельсинки, основной штурм происходил с северо-восточного направления. К 13 марта, за день до прекращения боевых действий согласно подписанному в Москве договору, в ходе фронтального штурма части 7-й армии продвинулись к центру города из района вокзала и Батарейной горы.
Советский период 1940—1941 гг.
Согласно условиям Московского мирного договора большая часть Выборгской губернии Финляндии, включая Выборг и весь Карельский перешеек, а также ряд других территорий отошли к СССР. Финское население города было полностью эвакуировано в Финляндию. 31марта 1940 года Верховным Советом СССР был принят Закон СССР о передаче большей части полученных от Финляндии территорий в состав Карело-Финской ССР. В составе этой республики 9 июля 1940 года Выборг был определён центром Выборгского (Виипурского) района.
По специальной кампании город начали заселять советскими переселенцами, причём число желающих уже менее чем через месяц превышало возможности.
Активно шло восстановление промышленности на опустошённых предприятиях, вновь открывались учреждения культуры, образования, заменялись памятники. В 1941 году советскими военными был сброшен Памятник Независимости и на его месте восстановлен памятник Петру I.
Но летом 1941 года в Выборг снова пришла война.
Война 1941—1944 гг.

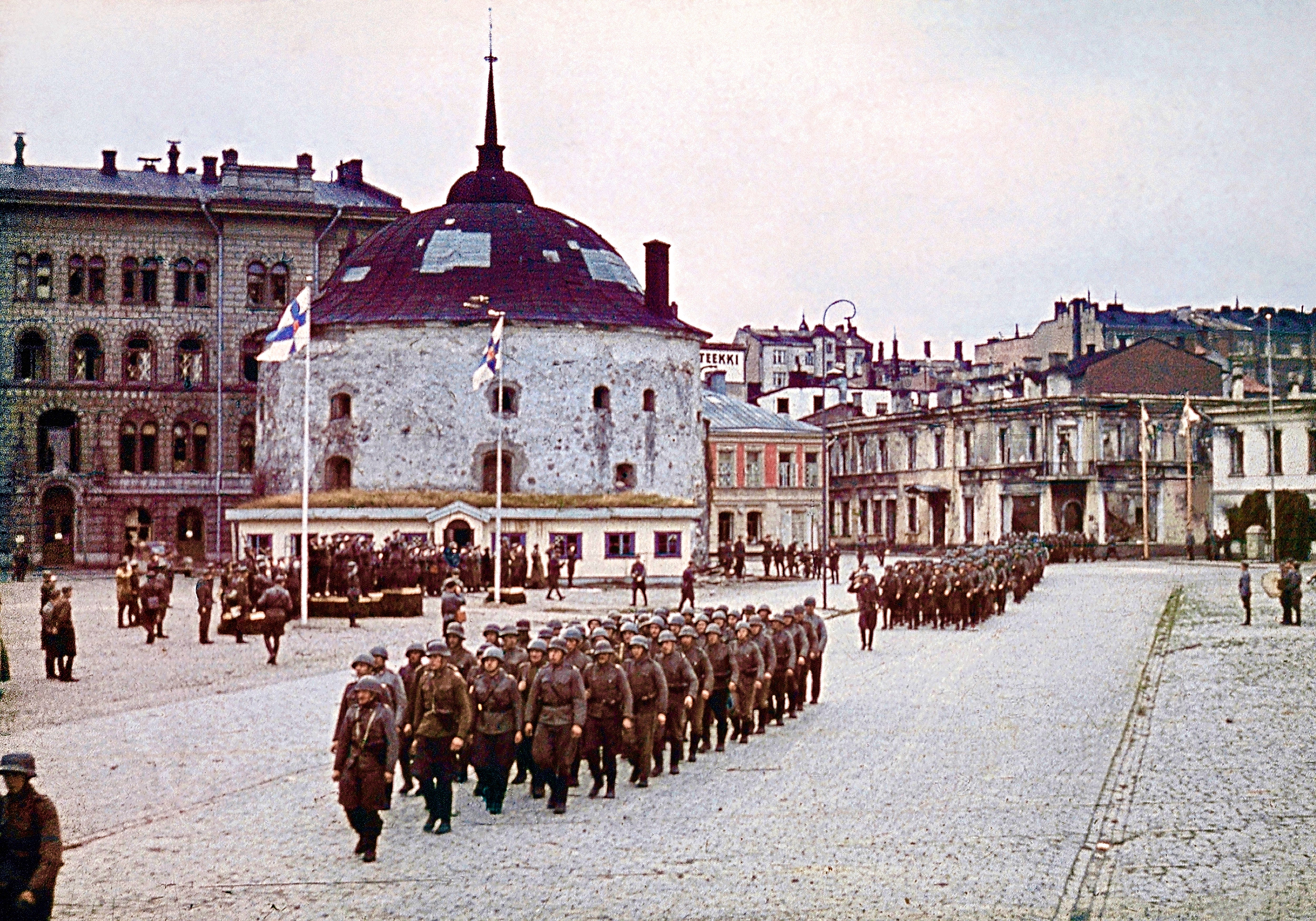
Парад финских войск в Выборге 31 августа 1941 года

29 августа под натиском наступающей армии Финляндии части РККА оставили город, отступив к Ленинграду, заминировав большое число зданий радиофугасами. К счастью для городской архитектуры, взорваться из них успели лишь единицы, большая же часть была разминирована сапёрами.
В город из эвакуации начало возвращаться финское население. Вновь восстанавливается городское хозяйство.
Через три года в ходе Выборгской операции Великой Отечественной войны финская армия отступила с Карельского перешейка, финские граждане вновь эвакуировались во внутренние районы Финляндии, 20 июня 1944 года в Выборг вошли части советской армии.

## Советский период 1944—1991
Вторая мировая война принесла городу огромный ущерб: были разрушены и сожжены промышленные предприятия, более 500 жилых домов, культурно-просветительные и лечебные учреждения, выведены из строя предприятия городского хозяйства, причинены огромные повреждения железнодорожному узлу. Однако уже летом 1944 года начинается интенсивное восстановление города, и к 1948 году последствия войны, в основном, были ликвидированы. В Выборг съезжаются тысячи переселенцев из республик СССР, город становится крупным промышленным центром Ленинградской области.

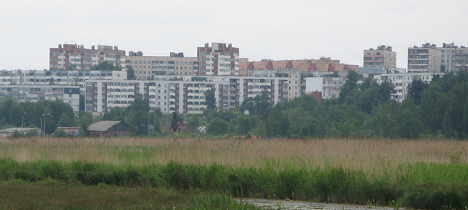
Жилые дома позднесоветского периода постройки на юго-восточной окраине Выборга

В 1947 году архитекторами ленинградского института Горстройпроект разрабатывается новый план застройки города, предусматривавший восстановление старых зданий и возведение новых на месте разрушенных в войну, преимущественно в историческом центре города. Осенью 1948 года на Карельском перешейке проходят массовые переименования: все улицы и районы Выборга получают новые, русские названия, чаще всего без каких-либо исторических обоснований. Исключается всё то, что могло напоминать об интернациональном прошлом города.
В конце 1940-х — начале 1950-х годов открываются новые предприятия: судостроительный завод (1947 год), в дальнейшем ставший ведущим предприятием города, завод «Электроинструмент» (1947 год), завод лимонной кислоты (1948 год), приборостроительный завод (1953 год). Население города увеличивается с 35 тысяч человек в 1950 году до 51 тысячи в 1957. Начинается реставрация некоторых архитектурных памятников: выборгского замка, Часовой башни, башни Ратуши. В 1960 году открывается краеведческий музей.
К 1960-м годам жилищное строительство распространяется на район восточнее Батарейной горы, ранее застроенный, преимущественно, малоэтажными домами, значительная часть которых была разрушена в ходе войны. Застройка шла по типовым проектам жилых и общественных зданий, город приобретал «советский» облик, свойственный большинству новых районов в городах СССР. Меняется структура транспорта: на смену закрытому в 1957 году трамваю приходит автобус, а тепловозы, приезжавшие из Ленинграда, в 1969 году вытесняются электропоездами. Уже в 1978 году сообщение между СССР и Финляндией, проходящее через город, полностью переводится на электротягу. Прежде главный двигатель выборгской экономики — Сайменский канал — вновь начал работу только в 1968 году. К 1970 году численность населения Выборга достигла 65 тысяч человек, что всё ещё было ниже довоенного уровня.
С 1970-х годов в городе начинаются активные археологические раскопки, большее внимание уделяется сохранению и реставрации старого фонда. В 1982 году в Выборге основан ленинградский областной театр драмы и кукол «Святая крепость», создаются многочисленные музыкальные ансамбли, объединения художников, другие творческие объединения. В 1988 году принято решение правительства РСФСР об организации музея-заповедника «Парк Монрепо». Летом того же года в городе проводится скульптурный симпозиум, результатом которого стало появление сада Скульптуры.
С конца 1950-х годов идёт последовательное увеличение количества туристов, приезжающих в Выборг, в том числе иностранных, из Финляндии.

## Российский период с 1991 года
Перестроечное время знаменует для города новую эпоху — граница с Финляндией открывается, приграничная торговля становится новым источником доходов для жителей. В 1991 году существовал проект создания в Выборге свободной экономической зоны, который, однако, так и не был осуществлён. В 1990-е годы значительная часть городских предприятий останавливается из-за банкротства, однако в то же время открывается множество новых частных фирм и предприятий с иностранными инвестициями. Выборг развивается как туристический центр: число посетивших город туристов растёт с 400 тысяч в 1994 году до 600 тысяч в 1996 году. Открываются объекты соответствующей инфраструктуры: несколько десятков туристических фирм, гостиниц, множество пунктов общественного питания.
В августе 1993 года в Выборге проходят празднества, посвящённые 700-летию основания города. Тогда же проходит первый кинофестиваль «Окно в Европу». В 1999 году выборгская библиотека Алвара Аалто была включена ЮНЕСКО в список «100 памятников мировой культуры, нуждающихся в особом внимании в 2000 году».
В 1996 году население города достигает официально зафиксированного максимума — 81200 человек. В городе открывают свои представительства более 40 религиозных конфессий. К Выборгу вновь начинает возвращаться звание перекрёстка национальных и духовных культур. Развиваются связи с городами Финляндии, Норвегии, Швеции, Китая.
В 1990-е годы в исторической части города отстраивается заново несколько зданий, разрушенных во время войны. В начале-середине 2000-х годов реконструируется ряд заброшенных зданий, строятся новые (в основном это торговые центры и элитное жильё). Появляется большое количество супермаркетов.
В 2008 году по итогам всероссийского конкурса «Самый благоустроенный город России» Выборг занял второе место среди городов с население до 100 тысяч жителей. 1 августа 2009 года Выборг стал центром праздника, посвящённого 82-й годовщине образования Ленинградской области.
25 марта 2010 года Указом Президента Российской Федерации Дмитрием Медведевым Выборгу присвоено почётное звание Российской Федерации «Город воинской славы».
В 2010-х годах неоднократно происходил снос старых зданий в историческом центре Выборга.

## Изучение истории Выборга
Историей города долгое время занимались по преимуществу финские, шведские и немецкие учёные. Наиболее серьёзные труды по выборгской истории принадлежали перу Юхана Вильхельма Руута (1854—1928), финского историка и архивиста. Первоначально его труд по истории города вышел в свет в двух томах на шведском языке:
- Ruuth J.W. Viborgs stads historia. Första bandet. Viborgs stad, Viborg, 1906.
- Ruuth J.W. Viborgs stads historia. Andra bandet. Viborgs stad, Viborg, 1906

В 1908 г. появился финский перевод:
- Ruuth J.W. Wiipurin kaupungin historia. Nid. 1-2. Wiipurin kaupunki, Wiipuri 1908.

После второй мировой войны работа Руута была переиздана с обширными дополнениями финских историков, причём хронология доведена ими до Великого Октября:
- Viipurin kaupungin historia. 1. osa, Vuoteen 1617 ; kirj. J. W. Ruuth ja uud. Ragnar Rosén ym. Torkkelin säätiö, Helsinki 1982.
- Viipurin kaupungin historia. 2, Vuodet 1617—1710 ; kirj. J. W. Ruuth ja uud. Aimo Halila. Torkkelin säätiö, Helsinki 1974
- Viipurin kaupungin historia. 3, Vuodet 1710—1812 ; kirj. J.W. Ruuth ja uud. Erkki Kuujo. Torkkelin säätiö, Helsinki 1975
- Viipurin kaupungin historia. 4. osa, Vuodet 1812—1917 ; kirj. J.W. Ruuth ja uud. Erkki Kuujo, Aimo Halila ym. Torkkelin säätiö, Helsinki 1981

Из-за сильной политизированности вопроса об истории Выборга историография на русском языке представлена в основном научно-популярными изданиями и путеводителями, которые дают крайне поверхностное и однобокое представление о прошлом города. Относительно серьёзные работы, появлявшиеся в советские годы, касались лишь отдельных проблем (прежде всего истории революционного движения и архитектуры). После 1991 г. стали выходить в свет и исследования по другим вопросам, касающиеся главным образом XVIII—XX вв., то есть периода после перехода города под контроль России. Имеется также небольшое количество переводных работ. Однако ни единой книги, в которой многовековая история города была бы полноценно представлена на русском языке, пока нет. С 2024 г. Выборгский объединенный музей-заповедник публикует поэтапно перевод книги Ю.В. Руута "История города Выборга". 
- Руут Ю.В. История города Выборга. Первая часть. Глава первая: Феодальный и Ганзейский период 1323-1534 годов / Пер. со швед. О.В. Костанды, под ред. В. Мельнова, Ю.И. Мошник и др. — Выборг: Выборгский объединенный музей-заповедник, 2024. — 152 с. — 1700 экз. — ISBN 978-5-6052539-0-7.
- Руут Ю.В. История города Выборга. Первая часть. Глава вторая : Переходный период 1535‒1617 годов / Пер. со швед. О.В. Костанды, под ред. В. Мельнова, Ю.И. Мошник и др. — Выборг: Выборгский объединенный музей-заповедник, 2025. — 140 с. — 1600 экз. — ISBN  978-5-6054119-5-6.

Из имеющихся трудов определённого внимания заслуживают следующие (приводятся в хронологическом порядке):
- Бородкин М. М. Двухсотлетие взятия Выборга. — СПб.: Гос. тип., 1910
- Васильев М. В. Выборг. Л., 1958. — 139 с. : ил. — (Города Ленинградской области).
- Цуриков П. П. В. И. Ленин в Выборгском подполье / О-во по распространению полит. и науч. знаний РСФСР. Ленингр. отд-ние. — Л., 1960.
- Савицкая С. А., Цуриков П. П. Дом в Выборге : Путеводитель. Л., 1964. — 51 с. : ил., карт. — ([Мемориальные музеи В. И. Ленина])
- В. И. Ленин в Выборге : (Указатель литературы) : К 100-летию со дня рождения Владимира Ильича Ленина / Сост. Р. М. Параева. Выборг, 1967. — 6 с.
- Закатилов Н. И. В. И. Ленин в Выборге : Метод. пособие в помощь лектору / О-во «Знание» РСФСР Ленингр. организация. — Л., 1969. — 20 с.
- Васильев Е. Н., Закатилов Н. И. Выборг : [Ист.-краевед. очерк]. Л., 1975. — 200 с. : ил. — (Города Ленинградской области)
- Кепп Е. Е. Архитектурные памятники Выборга XIII—XX вв. Путеводитель. Л., 1977.
- Закатилов Н. В., Сердюк С. А. Ленин в Выборге : Указ. лит. : К 110-й годовщине со дня рождения В. И. Ленина. Выборг, 1980. — 8 с.
- Тюленев В. А. Каменные оборонительные сооружения Выборга XIII—XVI вв.: автореф. дис. … канд. ист. наук. Л., 1982
- Закатилов Н. И. Дом-музей В. И. Ленина в Выборге. — [2-е изд.]. — Л. : Лениздат, 1987. — 63, [1] с. : ил.
- Что читать о Выборге и Выборгском районе : (рекомендованный указатель литературы) / Ленингр. обл. б-ка, Выборг. объедин. гор. б-ка им. Н. К. Крупской, Выборг. район. б-ка; [сост.: Светельникова Т. В., Бузунова Т. В.]. — Выборг : [б.и.], 1989. — 132 с.
- Кепп Е. Е. Выборг: Художественные достопримечательности: Краеведческое издание. Выборг: Фантакт, 1992. 250 с
- Кауппи У.-Р., Мильчик М. И. Выборг — столица Старой Финляндии. Хельсинки: Раума, 1993.
- Тюленев В. А. Изучение старого Выборга. СПб., 1995.
- Страницы выборгской истории. краеведческие записки. [Кн. 1]. 2-е изд. Выборг-СПб., 2000. Кн. 2. Выборг, 2004.
- Выборг. Фортификация : [сборник] / Гос. музей «Выборг. замок»; [ред. С. А. Абдуллина]. — Изд. 2-е доп. и испр. — Санкт-Петербург : Европейский Дом, 2006. — 105, [1] с. : ил. — (Серия «Музейные блокноты»).
- Церковная история Выборга и его окрестностей / авт.-сост.: И. В. Трохова. — Санкт-Петербург : Русская классика, 2007. — 205, [1] с., [16] л. цв. ил. : ил., портр. ; 22 см. — (Православные святыни Карельского перешейка).
- Неувонен П., Пёюхья Т., Мустонен Т. Выборг. Архитектурный путеводитель / Пер. Л. Кудрявцевой. — 2-е изд. — Выборг: «СН», 2008.
- Выборгский район Ленинградской области : краеведческий сборник : [доклады, сделанные на конференции историков и краеведов в Выборге 18 декабря 2007 г / сост. Л. И. Амиранов; ред. Л. И. Амиранов и Н. А. Перевезенцева]. — СПб., 2009. — 319 с.
- История Выборга XVIII — начала XIX веков в документах и материалах : русско-шведские войны. Военные действия на Балтике, территории Финляндии и в Карелии : [сборник] / Сост.: Т. М. Телегина и др. под ред. проф. С. Г. Кащенко. М.-СПб., 2009. — 469 с.
- Большакова Г. И. Советский Выборг и Выборгский район: проблемы становления в 1940—1941 гг : монография. СПб., 2009. — 147 с.
- Выборг, 1293 : [альбом, путеводитель по г. Выборгу] / [авт.-сост.: Ярослав Максимович]. — Санкт-Петербург : Центр Сохранения Культурного Наследия, 2011. — 59, [1] с.
- Мошник Ю. И. Общественно-политическая жизнь Выборга в 1918—1928 гг. в составе независимой Финляндии : автореф. дис. на соиск. учен. степ. к. ист. н. СПб., 2012.
- История Выборга в документах и материалах / Авт.-сост. С. Г. Кащенко и др.; под ред. проф. С. Г. Кащенко. Т. 1. Выборг, 2015. Т. 2. Вторая половина XVIII — начало XX века. Выборг, 2015.
- Гусаров А. Ю. Выборг : прошлое и настоящее средневекового города : [путеводитель]. СПб., 2017. — 317, [1] с. : ил., портр.
- Яковлев О. А. Выборг, 1790. СПб., 2017. — 31, [1] с. : цв. ил., портр., карт. — (Библиотека морского собрания). — (Морская слава России; вып. 7).
- Губинская К. Ю. Этапы формирования исторической городской застройки города Выборга в период с XIII по XVI столетия // Вестник гражданских инженеров. 2017. № 2. С. 14-21.
- Крылов П. В. Четыре века шведского Выборга. — СПб.: Гйоль, 2019. — 150 с.
- Мартынова А. Г. Выборг в биографиях финских и русских художников XX — начала XXI века. — СПб.: СатисЪ, 2017. — 258 с. — ISBN 978-5-8000-0038-2
- Мартынова А. Г. Выборг, парк Монрепо и окрестности в творчестве художников XVI—XIX вв. — СПб.: Принт, 2018. — 304 с. — ISBN 978-5-901724-68-2.